# Constance Ford

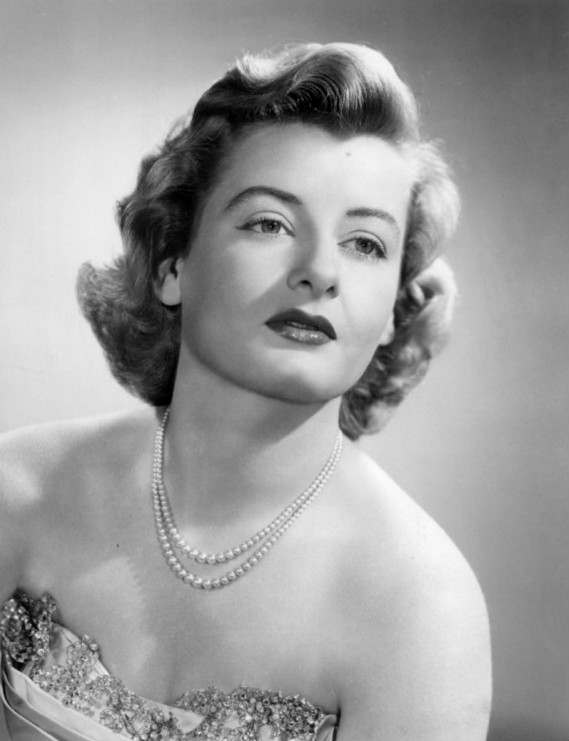
Constance Ford

Constance Ford (nascida Cornelia M. Ford; 1 de julho de 1923 - 26 de fevereiro de 1993) foi uma atriz e modelo norte-americana. Ela interpretou Ada Lucas Hobson na novela diurna Another World, de 1967 até pouco antes de sua morte, em 1993. Ela também apareceu em quase duas dúzias de filmes de 1956 a 1974, com seu papel mais notável sendo a matriarca Helen Jorgenson em Um Lugar de Verão (1959).

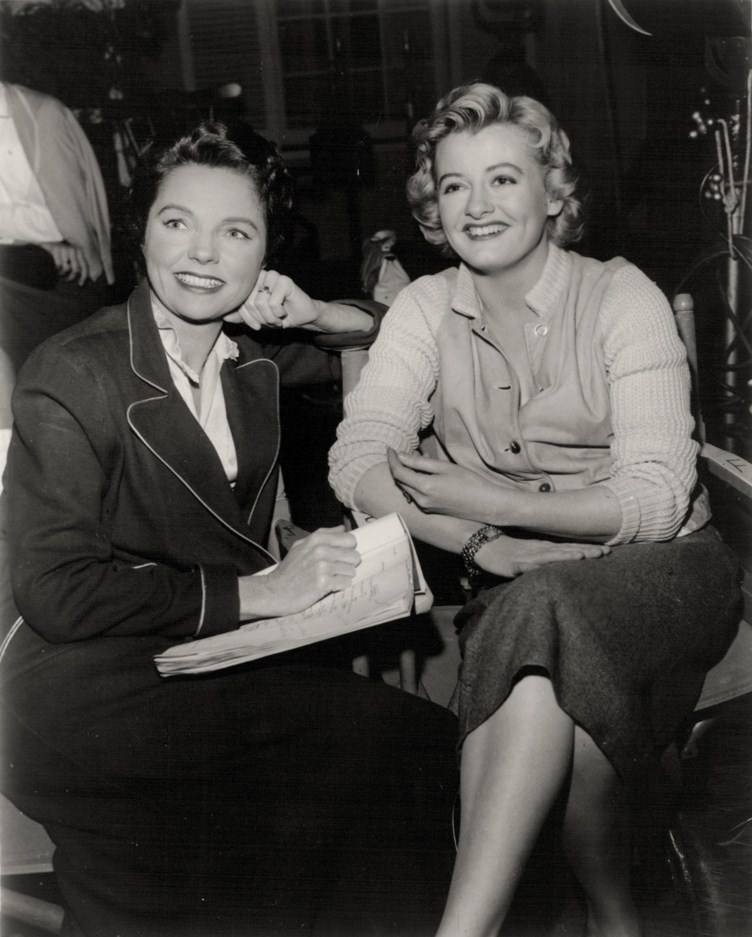
Jane Wyatt (esquerda) e Constance Ford no set de Father Knows Best, episódio "An Extraordinary Woman" (1959)

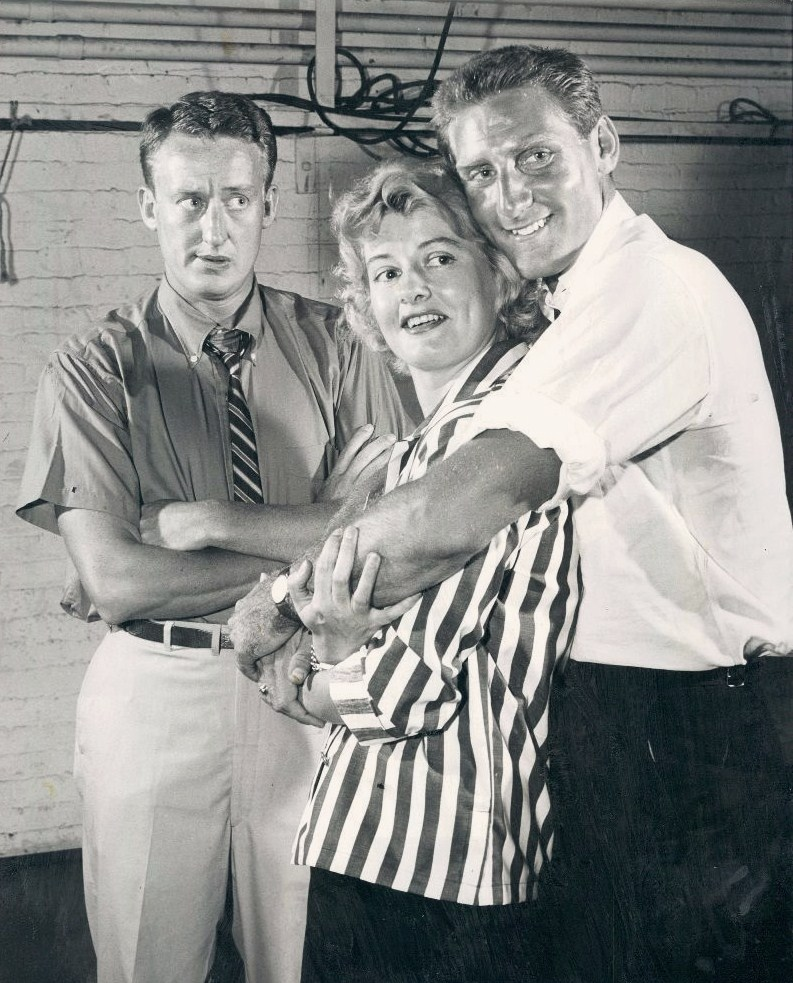
Tom Poston, Constance Ford e Robert Elston na produção da Broadway de Golden Fleecing (1959), escrita por Lorenzo Semple Jr.

## Filmografia e obras selecionadas para a TV
| Ano  | Título                    | Personagem                | Notas                                    |
| ---- | ------------------------- | ------------------------- | ---------------------------------------- |
| 1955 | The Phil Silvers Show     | Joy Landers               | Mardi Gras, S.1/E.8                      |
| 1956 | Alfred Hitchcock Presents | Ellen Grant               | Temporada 1 Episódio: "The Creeper"      |
| 1956 | The Last Hunt             | Peg                       |                                          |
| 1956 | Gunsmoke                  | Pearl Bender              | "Poor Pearl" (S2 E13)                    |
| 1957 | The Iron Sheriff          | Claire                    |                                          |
| 1957 | Trackdown                 | Polly Webster             |                                          |
| 1957 | Bailout at 43,000         | Mrs. Frances Nolan        |                                          |
| 1957 | The Phil Silvers Show     | Bonnie Morgan             | Bilko and the Flying Saucers, S.3/E.14   |
| 1958 | Perry Mason               | Helen Reed / Joyce Martel | The Deadly Double, S.1/E.24              |
| 1959 | A Summer Place            | Helen Jorgenson           |                                          |
| 1959 | Bat Masterson             | Gwen Parsons              | Lottery of Death S.1 /Ep. 28             |
| 1960 | Alfred Hitchcock Presents | Shasta Cooney             | Season 6 Episode 7: "Outlaw in Town"     |
| 1960 | Home from the Hill        | Opal Bixby                |                                          |
| 1961 | Claudelle Inglish         | Jessie Inglish            |                                          |
| 1961 | 87th Precinct             | Virginia Colt             | "Lady In Waiting" S.1/E.2                |
| 1962 | Rome Adventure            | Daisy Bronson             |                                          |
| 1962 | All Fall Down             | Mrs. Mandel               |                                          |
| 1962 | Gunsmoke                  | Florida                   | "Wagon Girls" (S7E27)                    |
| 1962 | House of Women            | Sophie Brice              |                                          |
| 1962 | The Cabinet of Caligari   | Christine                 |                                          |
| 1962 | Shoot Out at Big Sag      | Goldie Bartholomew        |                                          |
| 1963 | Another World             |                           |                                          |
| 1963 | The Caretakers            | Nurse Bracken             |                                          |
| 1963 | The Twilight Zone         | Barbara Polk              | Uncle Simon S.5/E.8                      |
| 1963 | Perry Mason               | Frances Walden            | The Case of the Potted Planter S.6/E.27  |
| 1963 | Perry Mason               | Sylvia Thompson           | "The Case of the Shifty Shoebox" S.7/E.2 |
| 1966 | Shane                     | Longhorn Jenny            | "The Great Invasion, Parte 1"            |
| 1974 | 99 and 44/100% Dead       | Dolly                     |                                          |